# Carletonville
Carletonville – miasto w Południowej Afryce, w prowincji Gauteng, w regionie przemysłowo-górniczym Witwatersrand, na zachód od Johannesburga. Około 150 tys. mieszkańców. Ważny ośrodek wydobycia złota i uranu. W mieście rozwinął się przemysł spożywczy.